# Jeff Henderson
Jeffrey „Jeff” Henderson (ur. 19 lutego 1989) – amerykański lekkoatleta specjalizujący się w skoku w dal.
Mistrz olimpijski z igrzysk w Rio de Janeiro (2016). Wicemistrz świata z Doha (2019).
Złoty medalista igrzysk panamerykańskich w Toronto (2015).
Złoty medalista mistrzostw Stanów Zjednoczonych.
Rekordy życiowe: stadion – 8,52 (22 lipca 2015, Toronto) / 8,59w (3 lipca 2016, Eugene); hala – 8,19 (20 marca 2016, Portland).

## Osiągnięcia
| Rok  | Impreza                   | Miejsce        | Lokata            | Wynik |
| ---- | ------------------------- | -------------- | ----------------- | ----- |
| 2010 | Halowe mistrzostwa świata | Doha           | el. – 20. miejsce | 7,64  |
| 2014 | Halowe mistrzostwa świata | Sopot          | el. – 16. miejsce | 7,43  |
| 2015 | Igrzyska panamerykańskie  | Toronto        | 1. miejsce        | 8,54w |
| 2015 | Mistrzostwa świata        | Pekin          | 9. miejsce        | 7,95  |
| 2016 | Halowe mistrzostwa świata | Portland       | 4. miejsce        | 8,19  |
| 2016 | Igrzyska olimpijskie      | Rio de Janeiro | 1. miejsce        | 8,38  |
| 2017 | Mistrzostwa świata        | Londyn         | el. – 17. miejsce | 7,84  |
| 2018 | Puchar interkontynentalny | Ostrawa        | 3. miejsce        | 7,98  |
| 2019 | Mistrzostwa świata        | Doha           | 2. miejsce        | 8,39  |